# 杉山丹後掾
杉山 丹後掾（すぎやま たんごのじょう、生没年不詳）は、江戸時代前期の浄瑠璃太夫である。幼名及び通称は七郎左衛門。

## 経歴・人物
京都の生まれの推定。滝野検校の門人となり、浄瑠璃を学ぶ。後に活動の場を江戸に移り、1616年（元和2年）に浄瑠璃を庶民に披露し、時江戸で活躍していた薩摩浄雲と共に古浄瑠璃の祖と称され、一躍有名となった。後に京都に戻り、1652年（承応元年）に丹後少掾を受領され、天下一藤原清澄の通称をもらう。
その後再度江戸に移り、当時江戸幕府の将軍であった徳川家光に謁見し、浄瑠璃を披露する等異例の活躍を見せた。しかし、1662年（寛文2年）に実子の江戸肥前掾が受領されたと同時に浄瑠璃の活躍を退き、出家して宝山高智と称した。なお、丹後掾が創始した浄瑠璃の曲風は優婉で軟派であり、江戸の浄雲が創始したのは硬派である。

## 主な作品

### 代表的な演目
- 『清水の御本地』- 正本。1651年（慶安4年）刊行。

### その他の演目
- 『日蓮記』
- 『竹取翁』